# آناتاز آراتاز (کمیک)
آناتاز آراتاز به انگلیسی:(Annataz Arataz) یک شخصیت خیالی در کتاب های کمیک آمریکایی است که توسط دیسی کامیکس معرفی و منتشر شده،این شخصیت اولین بار در سری (کونت داون تو فاینال کرایسیس ستل۲۰۰۷)حضور پیدا کرد و توسط نویسندگان (کیت گیفن و پائون دینی) نوشته و (تام درنیک) طراحی شده  حضور پیدا کرده ،این شخصیت همتای شرور شخصیت زاتانا در زمین-۳ است.

## داستان
آناتاز مجموعه ای فوق العاده قدرتمند از جادوها را ایجاد کرد که قادر بودند انرژی های قدرتمند جنبه Mister Mxyzptlk از بعد 5 را متصل و کنترل کنند، آناتاز با این کار توانست او را از دستیابی به قدرت خودش باز دارد، واجازه دهد که(مکسیزپیتلیک)را بکشند.

## توانایی ها و قدرت ها
آناتاز از زمین-۳ از قدرت جادویی قدرتمندی برخوردار است، زیرا قادر است مستقیماً مقادیر قدرت 5 بعدی مکسیزپیتلیک را متصل کند ، که گفته می شود دارای نیروهایی است که بالاتر از قوانین و محدودیت های بعدی سوم عمل می کنند. اگر این حقیقت داشته باشد ، قدرت او از نظر دامنه و اثر بالاتر از همتای خود در زمین جدید زاتانا بود و بنابراین بسیار نزدیکتر یابالاتراز اسپکتر است که اساساً قادر است از طریق توانایی های جادویی خود تقریباً هر آنچه را که میخواهد انجام دهد.